# Proplerodia
Proplerodia is een kevergeslacht uit de familie van de boktorren (Cerambycidae). De wetenschappelijke naam van het geslacht werd voor het eerst geldig gepubliceerd in 1990 door Martins & Galileo.

## Soorten
Proplerodia omvat de volgende soorten:
- Proplerodia goyana Martins & Galileo, 1990
- Proplerodia piriana Martins & Galileo, 2009